# 人に歴史あり
『人に歴史あり』（ひとにれきしあり）は、1968年5月15日から1981年9月23日まで東京12チャンネル（現・テレビ東京）で放送されていたトーク番組である。塩野義製薬の一社提供。協力：文藝春秋。

## 概要
毎回日本を代表する著名人を1人取り上げ、その人物本人や周囲を取り巻く関係者による証言・インタビューを通して検証していくというものであった。インタビュアーを務めていたのは八木治郎で、八木は毎回テーマソングに合わせて「人の世の潮騒の中に生まれて、去り行く時の流れにも消しえぬ一筋の足跡がある。今日は○○さん（その回に登場するゲスト）の歴史を振り返ってみたいと思います」というナレーションを入れていた。
1981年10月1日に東京12チャンネルが社名をテレビ東京に変更するのに伴う番組改革の一環として、同年9月23日放送分をもって終了した。
題字は川端康成。

## 放送時間
いずれも日本標準時。
- 水曜 21:00 - 21:30 （1968年5月15日 - 1970年3月）
- 金曜 22:00 - 22:30 （1970年4月 - 1976年3月）
- 水曜 22:00 - 22:30 （1976年4月 - 1981年9月23日）

## 番組内容
| 放送日         | 登場人物     |                      | ゲスト                 |
| -------------- | ------------ | -------------------- | ---------------------- |
| 1968年7月      | 古今亭志ん生 |                      |                        |
| 1968年10月     | 桂文楽       |                      |                        |
| 1969年4月      | 尾上松緑     |                      |                        |
| 1969年11月     | 春風亭柳橋   |                      |                        |
| 1970年4月      | 松下幸之助   |                      |                        |
| 1970年7月      | 辻嘉一       |                      |                        |
| 1970年8月      | 林家正蔵     |                      |                        |
| 1971年1月      | 湯川秀樹     |                      |                        |
| 1971年3月      | 三木武夫     |                      |                        |
| 1971年9月3日   | 大平正芳     | 幸せを見つめる政治家 | 池田満枝ほか           |
| 1971年9月10日  | 宝井馬琴     | 誇り高き講談師       | 山岡荘八ほか           |
| 1973年5月      | 市川房枝     |                      |                        |
| 1973年11月     | 江上トミ     |                      |                        |
| 1973年12月7日  | 西村晃       | 誇り高き三文役者     | 三木のり平、今村昌平   |
| 1973年12月21日 | 片山哲       |                      | 川崎秀二、受田新吉ほか |
| 1974年7月      | 田村魚菜     |                      |                        |

## スタッフ
- テーマソング演奏・歌：木下忠司
- 作・構成：血脇啓寿

## 放送局
- 東京12チャンネル（製作局）
- 毎日放送 - スポンサーの塩野義製薬が大阪市に本社があるため、唯一のネット局で、初回から放送された。腸捻転時代は、東京12チャンネルとはネット関係にあった。1975年3月にNET系列とのクロスネットからTBS系列のフルネットにネットチェンジしてからも、番組販売の形かつタイムCM毎ネットする形で最終回までネットを続けていた。

## パロディ
『おぼっちゃまくん』（製作・シンエイ動画、テレビ朝日系列）のテレビアニメの1992年度のミニコーナーに「御坊家に歴史あり」があり、本編終了後に位置していた。内容は伝記をコミカルにアレンジしたものとなっている。この時も提供は塩野義製薬一社だった。
1993年6月29日放送のフジテレビ『ドリフ大爆笑』で、高木ブーの半生にスポットを当てた本番組のパロディコント「人に歴史あり 高木友之助（高木の本名）」が行われた。スポットライトに照らされたスーツ姿の高木がウクレレを持って登場し、牧原が高木の生い立ちから青春時代、ザ・ドリフターズ結成までを語りあげた。そして最後に「高木友之助 死去」のテロップが出ると高木が「なんで？」と語った。
オープニングの音楽には本家と同じ木下忠司の物を使用していたが、ナレーションはフジテレビアナウンサーの牧原俊幸が行っていた。